# Martell Beigang
Martell Beigang (* 1967 in Ratingen) ist ein deutscher Rock- und Jazz-Schlagzeuger, Sänger, Komponist und Produzent. Seit 2007 ist er auch als Schriftsteller tätig.

## Leben
Beigang war 1984 Preisträger bei Jugend jazzt und von 1985 bis 1988 Mitglied des Jugend Jazzorchester NRW. Ab 1988 studierte er an der Hochschule für Musik Köln bei Michael Küttner, Peter Giger und Jiggs Whigham. Im Jazzbereich arbeitete unter anderem mit Heinz (1990 bis 1992), Intergalactic Maidenballet (Montreux Jazz Festival 1992), Harald Haerter und Karl Denson (Jazz Festival Zürich 1994), Wollie Kaisers Timeghost (1999 bis 2000) und Klaus König (2001). Von 1991 bis 1997 und seit deren Wiedervereinigung 2011 spielt er bei M. Walking on the Water. Ab 1998 war er Sänger und Komponist seines Projektes Eisen. 2005 erschien seine Solo-CD martell presente son interpretation personelle du post pop (Zyx). Für die CD Dick This der Band Dick Brave and the Backbeats erhielt er Doppel-Platin und für die CD Rock Therapy 2013 Gold. Beigang bildete mit den ehemaligen Backbeats André Tolba (Gitarre) und Felix Wiegand die Band Backbeat Trio, die auch als Backingband für die Rockabilly-Sängerin Peggy Sugarhill fungiert. Mit dem Jazztrio  Neuzeit (zu dem Organist Andreas Hirschmann und Bassist Thomas Falke gehören) spielte er die auf den Carmina Burana beruhenden Carmina Variations (2014) ein. Seit 2018 ist er Schlagzeuger bei der Kölner Vintage-Band Lou’s the Cool Cats.
Ferner spielte Beigang im Kölner Orgeljazz-Trio Swinger Club (zwischen 2001 und 2012) sowie bei Jessica Gall & Band und dem Adriano Batolba Orchestra. Außerdem bildete er mit Tim Talent das Duo Hallo Erde, bei dem er auch Bass spielt. Ihre aktuelle Band heißt SCHANK. Zusammen mit Helmuth Fass schrieb er die Titelmusik der TV-Serie „Stromberg“. Insgesamt war Beigang an über 75 CDs beteiligt, u. a. von den Rainbirds, Rosenstolz, Sasha, Ulla Meinecke.
2007 debütierte Beigang als Schriftsteller mit seinem Roman unverarschbar. Sein zweites Buch Zu Gast im eigenen Leben erschien im Jahr 2011 und 2015 wurde sein Roman Viel Lärm um mich veröffentlicht. Seine „Audio-Biografie“ Musik ist King erschien 2021.